# Deutsche Botschaft Dschuba
Die Deutsche Botschaft Dschuba ist die offizielle diplomatische Vertretung der Bundesrepublik Deutschland in der Republik Südsudan.

## Lage und Gebäude
Die Botschaft liegt unmittelbar im politischen Zentrum der Hauptstadt Juba (im amtlichen Deutsch Dschuba) unweit der Ministerien und des Parlaments (South Sudan Assembly). Die im Südsudan vertretenen Mitgliedstaaten der Europäischen Union haben ihre diplomatischen Vertretungen in einer gemeinsamen Liegenschaft untergebracht. Die Straßenadresse lautet: EU Compound, Pope St. Francis Road (frühere Kololo Road), Juba.
Das Kanzleigebäude wurde im November 2013 vom Afrika-Beauftragten der Bundesregierung, Günter Nooke, eröffnet. Es handelt sich um ein Haus, das dem traditionellen Kolonialstil nachempfunden ist und von den Architekten Artkamp entworfen wurde. Die Bauausführung lag bei der Deutschen Gesellschaft für internationale Zusammenarbeit (GIZ).

## Organisation und Aufgaben
In der Botschaft werden die Sachgebiete Politik (mit Blick auf weitere Stabilisierung des Südsudan) und Kultur (Förderung einer kleinen, engagierten künstlerischen Szene, mit Literaten, Filmemachern, Musikern und Tanzgruppen) bearbeitet.
Die Bereiche Entwicklungszusammenarbeit und humanitäre Hilfe stellen für die Botschaft besonders bedeutsame Arbeitsgebiete dar, da Deutschland zu den wichtigsten Geberländern gehört.
Die Botschaft erledigt keine Rechts- und Konsularaufgaben und erteilt keine Visa. Entsprechende Dienstleistungen liegen im Zuständigkeitsbereich der Botschaft Kampala (Uganda). Konsularische Nothilfe für deutsche Staatsangehörige kann vor Ort nicht geleistet werden.

## Geschichte
Diplomatische Beziehungen wurden unmittelbar bei der Unabhängigkeit Südsudans am 9. Juli 2011 aufgenommen. An diesem Tag wurde auch die Botschaft Dschuba eröffnet. Seitdem ist die Bundesrepublik Deutschland auf Botschafterebene vertreten. Die Standzeit der Diplomaten ist angesichts der schwierigen Lebensbedingungen vor Ort auf jeweils zwei Jahre begrenzt.
Die Botschaft wurde am 13. Juli 2016 angesichts der eskalierenden Lage im Bürgerkrieg evakuiert, jedoch nicht formell geschlossen. Bereits im Dezember 2013 hatte die Botschaft eine komplette Evakuierung der deutschen Staatsangehörigen im Land mit Unterstützung der Bundeswehr organisieren müssen.
Mitte März 2025 entschied der Krisenstab der Bundesregierung, aufgrund der Sicherheitslage die Botschaft vorerst zu schließen.